# Saint-Saturnin-de-Lenne
Saint-Saturnin-de-Lenne é uma comuna francesa na região administrativa de Occitânia, no departamento de Aveyron. Estende-se por uma área de 33,81 km². Em 2010 a comuna tinha 294 habitantes (densidade: 8,7 hab./km²).